# Ethyl-acetacetát
Ethyl-acetacetát (zkráceně EAA) je organická sloučenina, ethylester kyseliny acetyloctové. Slouží jako meziprodukt při výrobě řady dalších sloučenin a v potravinářství jako ochucovadlo.

## Výroba
Ethyl-acetacetát se průmyslově vyrábí reakcí diketenu s ethanolem.
V laboratoři se dá připravit Claisenovou kondenzací z ethyl-acetátu. Dva moly ethyl-acetátu kondenzují za vzniku jednoho molu ethyl-acetacetátu a jednoho molu ethanolu.

## Reaktivita a použití

### Kyselost
Ethyl-acetacetát funguje jako dvojsytná kyselina:
CH3C(O)CH2CO2Et + NaH → CH3C(O)CH(Na)CO2Et + H2
CH3C(O)CH(Na)CO2Et + BuLi → LiCH2C(O)CH(Na)CO2Et + BuH

### Keto-enol tautomerie
U ethyl-acetacetátu se vyskytuje tautomerie. V kapalném skupenství při 33 °C je podíl enolové formy 15 %.

### V organické syntéze
Ethylacetát se používá jako reaktant v organické syntéze, kde se využívá kyselosti protonu v poloze alfa vůči karbonylové skupině a toho, že u vzniklého karboaniontu dochází k nukleofilní substituci. Často se používá na přípravu esterů kyseliny acetyloctové podobným způsobem, jakým se z diethyl-malonátu získávají estery kyseliny malonové, a také v Knoevenagelových kondenzacích. Poté je možné provést tepelnou dekarboxylaci.
Dianion ethylacetacetátu lze také použít jako reaktant, pokud se elektrofil nenavazuje na koncový uhlík. Tento postup lze znázornit následujícím vzorcem:
LiCH2C(O)CH(Na)CO2Et + RX → RCH2C(O)CH(Na)CO2Et + LiX

### Ligand
Podobně jako u acetylacetonu může i enolát ethylacetacetátu sloužit jako bidentátní ligand. Jako příklad lze uvést tvorbu fialových komplexů se železitými solemi:

### Reduction
Redukcí ethylacetacetátu vzniká ethyl-3-hydroxybutyrát.

### Transesterifikace
Ethylacetacetát lze použít k transesterifikační přípravě benzylacetacetátu; meziproduktem je přitom acetylketen. Nitrosáty ethyl-acetacetátu lze za přítomnosti ekvimolárního množství dusitanu sodného v kyselině octové použít k nitrosacím, jejichž produkty jsou oximinoacetacetátové estery. Jejich redukce rozpouštěným zinkem v kyselině octové za přítomnosti ketoesterů nebo betadiketonů je podstatou Knorrovy syntézy pyrrolů, využívané při syntéze porfyrinů.